# 야마구치구미

야마비시

야마구치구미(일본어: 山口組)는 일본 효고현 고베시에 본부를 둔 폭력단으로, 일본 최대 규모의 지정 폭력단이다. 2019년 기준 구성수는 8900명. 야마구치(山口)의 두 문자를 마름모꼴의 의장(意匠)으로 한 야마비시(山菱)라는 로고를 이용해 히로시마 현 및 오키나와 현을 제외한 45개 지역에 계열 조직을 두고 있다.

## 역사
1915년 일본 고베시에서 야마구치 하루키치(山口春吉)가 만든 구미(組, 조직)이다. 한국에서는 조양은이 만든 조폭을 양은이파 이런식으로 부르듯이, 창설자의 이름을 조직 이름으로 사용하는 방식이다.
2015년 창립 100주년 행사를 가졌다. 뉴스위크는 야마구치구미의 장수 원인으로 현대 기업식 경영법을 들었다. 마약이 핵심사업이지만, 부동산 투자 등 다양한 사업을 하고 있다. 미국 포춘지는 야마구치구미가 전세계 조폭 중에서 연간수입이 최대라면서, 2위인 러시아 솔른쳅스카야 브라트바 보다 10배인 80조원 규모라고 보도했다.
일본 경시청이 2013년 집계한 야마구치구미의 정규직 조직원 수는 1만6000여명이다. 2010년 2만명에서 줄고 있는 추세이다. 비정규직 조직원은 굉장히 많다.
1958년, 3대 보스 다오카 가즈오는 100만엔을 투자해 연예 기획사 고베 예능사를 세웠다. 당대 최고 인기 스타 미소라 히바리 등을 소속 가수로 뒀다. 기획사는 상당한 수입을 올렸다.
2015년에 반대파가 고베 야마구치구미란 이름으로 떨어져 나갔고 항쟁 중이다.

## 고령화
2015년, 일본 경찰청에 따르면 전국 폭력조직의 조직원 약 2만100명 중 40% 이상이 50대 이상인 것으로 파악됐다. 연령대별로는 50대가 20.0%, 60대가 15.1%, 70대 이상도 6%였다. 일본 최대의 폭력조직인 야마구치구미(山口組. 본부 고베(神戶)시) 산하 조직의 한 두목(組長)급 조직원(70)은 아사히신문에 "지병도 있고 해서 뒤를 맡길 사람만 있으면 얼른 은퇴해 편하게 살고 싶다"고 말했다.

## 두목
2005년 11월 기준으로, 1명의 구미초(組長, 조장, 보스), 15명의 샤테이(舎弟, 사제, 보스의 의형제), 86명의 와카슈(若中, 아이들)이 조직을 지휘한다.
- 제1대 구미초 (1915–1925): 야마구치　하루키치(山口春吉), 간사이(関西) 출신
- 제2대 구미초 (1925–1942): 야마구치 노보루(山口登), 하루키치 야마구치의 아들, 간사이(関西) 출신
- 제3대 구미초 (1946–1981): 다오카 카즈오(田岡一雄), 간사이(関西) 출신
- 제4대 구미초 (1984–1985): 다케나카 마사히사(竹中正久), 간사이(関西) 출신
- 제5대 구미초 (1989–2005): 와타나베 요시노리 (渡辺芳則), 간사이(関西) 출신
- 제6대 구미초 (2005–현재): 시노다 겐이치(篠田建市)(츠카사 시노부)고도카이(弘道会) 출신

## 같이 보기
- 고베야마구치구미